# Пјетребијанке (Ређо Емилија)
Пјетребијанке је насеље у Италији у округу Ређо Емилија, региону Емилија-Ромања.
Према процени из 2011. у насељу је живело 7 становника. Насеље се налази на надморској висини од 729 м.